# Villar del Horno
Villar del Horno es una localidad española del municipio de Torrejoncillo del Rey, perteneciente a la provincia de Cuenca, en la comunidad autónoma de Castilla-La Mancha.

## Historia
Población de origen romano, dependía de la ciudad de Segóbriga situada en la localidad de Saelices a unos 40 km aproximadamente.
Hacia mediados del siglo XIX, la villa tenía contabilizada una población de 247 habitantes. Aparece descrita en el decimosexto volumen del Diccionario geográfico-estadístico-histórico de España y sus posesiones de Ultramar de Pascual Madoz de la siguiente manera:

VILLAR DEL HORNO: v. con ayunt. en la prov., dióc. y part. jud. de Cuenca (3 leg.), aud. terr. de Albacete (22) y. c g. de Castilla la Nueva (Madrid 21). sit. á la orilla del camino real que de Cuenca dirige á Madrid en terreno arenisco y á corta dist. de un pequeño arroyo: su clima es frio bien ventilado y sano. Consta de 60 casas de pobre construccion y muy ruinosas; la igl. parr. (Ntra. Sra. de la Concepcion) esta servida por un cura de término y dos tenientes para los anejos de Naharros y Villarejo sobre Huerta: en el térm. y en la orilla del camino real se ven las ruinas de una hermosa ermita titulada de la Sotarraña. Este confina por N. con el de Valdecolmenas de Arriba; E. Cabrejas; S. Abia y Villarejo sobre Huerta, y O. Naharros: su terreno es de mala calidad, á escepcion de algunas cañadas que producen regularmente: se halla una gran parte destinado á monte bajo de roble que prospera poco á causa del terreno, romeros, aliagas y otros arbustos, y malos pastos: le cruza el r. Gigüela y otro pequeño arroyo. prod.: trigo, cebada, centeno, avena, algunas legumbres, miel, poco vino y patatas: se cria ganado lanar y cabrio, aunque en corto número; caza de liebres, perdices y conejos, y pesca de cangrejos y peces. ind.: la agrícola y un molino harinero: comercio: la venta del escaso sobrante de sus productos y la importacion de aceite, arroz y otros art. pobl.: 62 vec., 247 almas. cap. prod.: 512,720 rs. imp.: 25,636: el presupuesto municipal asciende á 3,000 rs. y se cubre con el producto de las fincas de propios y arrendamiento de pastos y puestos públicos.
(Madoz, 1850, p. 245)

## Costumbres
Celebrar sus fiestas con gran alegría y asistencia de todos sus "hijos", que pueden llegar a 400 personas.
La Octava, que es una fiesta, en que cada año dos personas eran mayordomos del pueblo y se invitaba a todos a chocolate y garbanzo, siendo durante un año como los "maceros" en todas las procesiones y actos eclesiásticos.

## Demografía
| Gráfica de evolución demográfica de Villar del Horno entre 1842 y 1970 |
| |
| Población de derecho según los censos de población del INE Población de hecho según los censos de población del INEEntre el censo de 1981 y el anterior, este municipio desaparece porque se integra en el municipio Torrejoncillo del Rey |

## Fiestas
El tercer domingo de agosto fiestas patronales en honor de la Virgen de la Subterránea, patrona del pueblo.
El 20 de enero, San Sebastián, patrón del pueblo.
En su Semana Santa, se sigue con la tradición de la hoguera de sábado santo y la quema del Judas.